# Topolino e il leone
Topolino e il leone è una storia a fumetti a strisce giornaliere prodotta dalla Disney e realizzata in 12 strisce sceneggiata da Bill Walsh e Floyd Gottfredson. Venne pubblicata sui giornali statunitensi dal 23 settembre al 5 ottobre 1946.

## Trama
Topolino riceve in eredità da uno zio degli animali da circo tra cui una scimmia e un leone sdentato. Questi gli daranno alcuni problemi; quando se ne accorgono gli animali se ne vanno per non provocare problemi a Topolino, che pentito decide di andare alla loro ricerca.

## Edizioni italiane
La storia venne pubblicata in Italia sugli Albi tascabili di Topolino. Per l'eccessiva brevità della storia gli adattatori italiani decisero di accorpare la storia a un'altra storia, Topolino e la vacanza all'aperto (3-15 giugno 1946). La storia pubblicata sugli albi tascabili Topolino e il leone è quindi la fusione tra due storie in origine diverse, Topolino al campeggio e Topolino e il leone. Per far apparire la storia risultato della fusione una storia unica gli adattatori modificarono alcuni dialoghi all'inizio di Topolino e il leone, facendo apparire l'affidamento degli animali da circo non come un'eredità ma come un dono ricevuto dal governatore per ricompensare Topolino per aver contribuito a spegnere un incendio al termine di Topolino al campeggio. Di conseguenza il notaio venne fatto passare per il governatore. La storia subì anche qualche taglio di vignette.
La versione integrale dovette attendere qualche anno.